# Timothy Daniel Sullivan

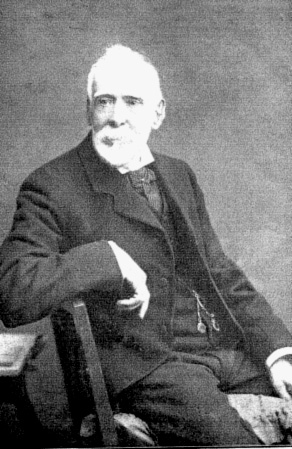
Timothy Daniel Sullivan

Timothy Daniel Sullivan (Bantry, County Cork 29 mei 1827 – 31 maart 1914) was een Iers journalist, politicus, nationalist en dichter, die in 1867 het Iers volkslied "God Save Ireland" schreef.

## Politicus
Sullivan was lid van de Home Rule League en steunde Charles Stewart Parnell in de verkiezing van 1880. Hij was ervan overtuigd, dat er zonder zelfbeschikking nooit vrede, voorspoed en tevredenheid zou zijn in Ierland. Hij ging bij de Irish Parliamentary Party toen die in 1882 werd opgericht. Toen de partij in 1891 uiteenviel ging hij bij de Irish National Federation totdat de nationalistische facties zich in 1900 weer verenigden.
Sullivan zetelde in het Lagerhuis van het Verenigd Koninkrijk van Groot-Brittannië en Ierland. In 1880 werd hij tot 1885 verkozen voor Westmeath. Hij werd dan eerste parlementslid voor Dublin College Green totdat hij in de verkiezing van 1892 verslagen werd door de kandidaat van de National League. Vier dagen nadien keerde hij moeiteloos terug voor West Donegal die hij vertegenwoordigde tot hij in 1900 op rust ging.
Hij was burgemeester van Dublin in 1886 en 1887.

## Schrijver
Hij was eigenaar en uitgever van The Nation, Dublin Weekly News en Young Ireland. In december 1887 publiceerde hij verslagen van vergaderingen van de National League. Hij werd daarvoor veroordeeld tot twee maanden gevangenisstraf volgens de Protection of Person and Property Act van 1881.

## Dichter
Hij schreef het Iers volkslied "God Save Ireland" en ook het hymne van de All-for-Ireland League en ook populaire liedjes als "Song from the Backwoods" en "Michael Dwyer". Hij schreef gedichten.

All for Ireland ! One and all !

Here we meet at Erin's call --

Meet, to pledge with heart and hand,

True fealty to our native land.

Many-minded though we be,

In this pact we all agree --

We must end the reign of wrong

That's wrecked our country's life so long.

Hostile sections in the past,

We shall now be friends at last:

All our classes, clans and creeds

Rivals but in patriot deeds.

Here we come at Erin's call,

From cottage home, and stately hall,

For her rights to stand or fall --

ALL FOR IRELAND ! ONE AND ALL!

## Familie
Zijn broer Alexander Martin Sullivan was nationalistisch geschiedkundige. Zijn zoon Timothy werd opperrechter van 1936 tot 1946. Zijn dochter Frances ijverde voor de Ierse taal in Craobh an Chéitinnigh, de afdeling te Keating van de Conradh na Gaeilge. Zijn dochter Anne kreeg zestien kinderen waaronder politicus Kevin O'Higgins. Zijn achterkleinzoon Tom O'Higgins was opperrechter van 1974 tot 1985.